# Батерс Стотч
Ба́терс (англ. Butters, при народженні Леопольд Стотч, англ. Leopold Stotch) — один з провідних персонажів мультиплікаційного серіалу, «Південний парк», частково змальований із їх співпродюсера Еріка Стофа. З епізоду 1102 відомо, що у Батерса перша група крові. Номер будинку Батерса — 1020.
Незважаючи на те, що Батерса насправді звуть Леопольд, і батьки, і знайомі кличуть його виключно на прізвисько, яке є каламбуром: «Батерс Стотч» —  butter-scotch  (іриска). Коли в серії Батерс зображує дівчинку, він бере собі ім'я Марджорін, що теж є каламбуром: butter — «вершкове масло», marjarine — «маргарин».
Батерс — слабовольний, наївний, добра і м'яка дитина, протилежність  Еріка Картмана. Його постійно пригнічують і принижують, навмисно чи мимоволі, жорстокі батьки або однокласники (в основному Картман). Серед численних прикладів невезіння Батерса — його день народження, який припадає на 11 вересня ( день американської національної трагедії). Малопереконливі спроби чинити опір такому ставленню знаходять вияв переважно через «альтер-его» Батерса — професора Хаоса . Мимоволі пародіюючи суперзлочинців з коміксів, він без особливого успіху намагається знищити світ.
В серії 1611, названа «Going Native» (Голос предків), Баттерс зізнається, що народився на острові Кауаї в Гаваях.

## Роль в South Park
Батерсу присвячена серія 514, названа «Butters 'Very Own Episode» (Власний епізод Батерса). Замість звичайної заставки мультфільму в цій серії з'являється заставка «Butters Show» (Шоу Батерса). Після цього в декількох серіях 6 сезону Батерс, підбігаючи в заставці до напису «South Park», намагається показати табличку з написом «Butters Show», а пізніше в образі професора Хаоса валить напис «South Park» на землю.

## Характер
Характер Батерса списаний з режисера-аніматора «Південного парку» Еріка Стофа. На це натякають в серії 417, коли Батерс робить намальовані фігурки Стена, Кайла, Картмана і Кенні для їх різдвяного мультфільму.
У серії «Набір ваги 4000» можна помітити, що Батерс б'є Піпа, а в серії 313 він один з ініціаторів знущань над Марком. Однак, вже в серії 308, першій значній появі Батерса, помітні його інфантильність і наївність. Він одягає жіночий одяг, тому що йому це здається кумедним, виспівує пісеньки з Піпом і готовий спілкуватися з першокласником, що немислимо для Стена. У багатьох інших серіях Батерс також здається занадто інфантильним навіть у порівнянні з іншими дітьми: в серії 414 він захоплюється сценкою, розіграною до дня подяки дитсадівцями, в серії 811 читає дитячі жартівливі комікси, в серії 1008 виявляється єдиним з четверокласників, хто грає не в «World Of Warcraft», а в «Hello Kitty Island Adventure».
Як правило, Батерс настільки наївний, що не завжди адекватно сприймає те, що відбувається навколо. Наприклад, в епізоді 514 після того, як його мати намагалася його вбити, він повертається додому, не розуміючи, що сталося. У тому ж епізоді він розмовляє з похмурим водієм трейлера про пісеньку, яку співають у його улюбленому ресторані. Однак, в епізоді 714 ми несподівано бачимо Батерса здатним на розумні і глибокі думки про відносини людей. Незважаючи на всі складнощі, Батерс залишається оптимістом.

## Професор Хаос
Професор Хаос — «друге я» Батерса, яке з'являється після того, як головні герої відмовляють Батерсу стати новим найкращим другом в однойменному епізоді. Цей персонаж — пародія на суперзлочинців коміксів (зокрема, на Доктора Дума і Магнето), він носить шолом і плащ (в цьому образі його впізнають тільки батьки), при його появі звучить «страшна» музика; проте лиходійства професора Хаоса не йдуть далі переплутаних замовлень в ресторані або зім'ятої білизни. Поза «образом» професора Хаоса Батерс практично не здатний принизити або образити кого-небудь.

## Стосунки

### З батьками
Батьки Батерса жорстокі і деспотичні, і іноді здається, що насправді вони до нього абсолютно байдужі. Наприклад, в серії 812 вони продають Батерса Періс Хілтон, мотивуючи це тим, що повинні піклуватися «про інших членів сім'ї» — тобто про себе. У серії 602 Джаред і його помічники батьки жорстоко б'ють Батерса після того, як Картман, імітуючи його голос, обзиває їх непристойними словами по телефону (причому Картман отримував задоволення від цієї сцени). У серії 906 батьки, думаючи, що Батерс зійшов з розуму, відправляють його на моторошні садистські процедури в клініку. У тій же серії вони лякають Батерса вигаданою хворобою «супер-СНІД». Однак, коли Стівен і Лінда Стотч думають, що Батерс помер (в серіях 514 і 909), вони жахливо засмучуються і навіть намагаються його воскресити (пародія на «Кладовище домашніх тварин» С. Кінг). Однак в серії 909, коли Батерс нібито воскресає з мертвих (він прикидався, щоб вивідати у дівчат секрет), батьки садять його в підвал і намагаються нагодувати трупом спеціально вбитої для цього дівчини.

## Сексуальні розлади, домагання, гомосексуальність
Періодично в серіалі демонструється нібито схильність Батерса до гомосексуальності. У серії «Два голих хлопця в гарячій ванні» він пропонує Піпу і першокласнику Дугі переодягнутися в жіночий одяг, вважаючи, що буде веселоо пограти в «Ангелів Чарлі». Також, проводячи передвиборчу кампанію разом з Еріком, Батерс їде на пересувному білборді одягнений в спідницю і бюстгальтер. Подивившись порнографічний фільм, Батерс стрибає на плече Кайла і починає імітувати статевий акт.